# Estação Jean-Talon
A Estação Jean-Talon é uma das estações do Metrô de Montreal, situada em Montreal, entre a Estação Beaubien, a Estação Jarry, a Estação De Castelnau e a Estação Fabre. Faz parte da Linha Laranja e da Linha Azul.
Foi inaugurada em 14 de outubro de 1966. Localiza-se no cruzamento da Rua Berry com a Rua Jean-Talon. Atende os distritos de Villeray–Saint-Michel–Parc-Extension e Rosemont–La Petite-Patrie.